# Ifangni
Ifangni ist eine Stadt, ein Arrondissement und eine Kommune im Département Plateau in Benin.

## Demographie und Verwaltung
Gemäß der Volkszählung von 2013 hatte Ifangni als Arrondissement 31.984 Einwohner, davon waren 15.298 männlich und 16.686 weiblich. Die wesentlich größere Kommune zählte zu diesem Zeitpunkt 110.973 Einwohner, davon 53.124 männlich und 57.849 weiblich.
Die sechs Arrondissements, neben Ifangni noch Banigbé, Daagbé, Ko-Koumolou, Lagbé und Tchaada, die der Gerichtsbarkeit der Kommune unterstehen, umfassen kumuliert 69 Dörfer. Davon entfallen 17 auf das Arrondissement Ifangni:
1. Araromi
2. Ayétèdjou
3. Baodjo
4. Ganmi
5. Gbokou
6. Gbokoutou
7. Idi-Oro
8. Ifangni-Odofin
9. Igolo
10. Iguignanhoun
11. Iko
12. Ita-Elèkpètè
13. Ita-Kpako
14. Ita-Soumba
15. Iyoko
16. 16. Oké-Odja
17. Sori